# Vissy Károly
Vissy Károly György (Miskolc, 1935. augusztus 30. – Budapest, 2011. november 4.) meteorológus, a magyar média-meteorológia megteremtője, az időjárás-előrejelzésnek és a meteorológia népszerűsítésének szakembere.

## Élete
Édesapja Dr. Vissy Károly (1895–1953) katonaorvos, édesanyja Jancsó Ilma (1905–1983) könyvelő volt. Felesége, dr. Takács Mara (1943) mezőgazdasági gépészmérnök. Három fia született: Zsolt (1962) vállalkozó, László (1962–2003) villamosmérnök és Balázs (1972) programozó matematikus.

### Iskolái
Gyermekkora első tizenkét éve – a történelem jóvoltából – mozgalmas volt. Családja Miskolcról Sopronba költözött, az elemi, illetve általános iskolát Kassán kezdte, Miskolcon és a bajorországi Neuburg an der Donauban (1945–47) folytatta, majd 1949-ben Újdiósgyőrben fejezte be. Az ezt követő évei a Diósgyőri Gimnáziumban döntő befolyással voltak az életére, elsősorban a pályaválasztására. Az iskola csillagászati és meteorológiai szakkörének aktív tagja és két éven át diákvezetője volt. A szakkörben végzett munka keltette fel érdeklődését a meteorológia iránt, s ez az érdeklődés az azt követőt közel hatvan év során sem csökkent. Pályafutása elindulásában édesanyja támogatása és sok szerencse segítette. Többek között 1953-ban felvették az ELTE TTK meteorológus szakára, ahol 1957-ben védte meg a diplomáját.

### Munkássága
Első munkanapjától kezdve az Országos Meteorológiai Szolgálat (OMSZ, korábban OMI) munkatársa volt. Munkaviszonya első hét évében a repülésmeteorológia területén dolgozott, két évet a miskolci repülőtéren, öt évet a Ferihegyi repülőtéren.
Ezt követően 1970-ig a Rövidtávú Előrejelző Osztály tudományos munkatársa, majd 1974-ig tudományos csoportvezetője volt.
1971-ben meghívást kapott a 17. szovjet Antarktisz-expedícióban való részvételre. Közel fél évet töltött el a Vize Professzor nevű tudományos kutatóhajón, ezen belül egy hónapot az Antarktisz Mirnij és Vosztok nevű kutatóállomásain.
Az expedícióban az alábbi feladatokat végezte:
- vezette a hajó időjárás-előrejelző részlegét,
- megírta a hajó 13. kutatóútjának (54 000 km) időjárási krónikáját,
- hazai megbízás alapján aerosol-méréseket végzett az Atlanti-óceán és az Indiai-óceán antarktiszi térségében (A mérések eredményeit összefoglaló tudományos dolgozat, amelynek megírásában társszerzőként részt is vett, 1973-ban MTA-díjat nyert.)

Antarktiszi útjáról az érdi Magyar Földrajzi Múzeum „Magyar utazók, földrajzi felfedezők” kiállításán tablók láthatók.
1974-ben az OMSZ elnöke, Barát József megbízta a polgári kisgépes repülések (mezőgazdasági, sport-, mentő, szállító repülések) meteorológiai biztosításának (kiszolgálásának) megszervezésével. A feladatra létrehozott általános repülésmeteorológiai osztály 1975. január 1-jén kezdte meg tevékenységét, amelynek vezetését 1978-ig látta el.
1978-ban a Központi Előrejelző Intézet (KEI) időjárás-előrejelző főosztálya vezetőjének nevezték ki. Új beosztásában fő feladata a meteorológiai szolgáltatások mind szélesebb körű gazdasági hasznosítása, új felhasználói területek feltárása volt. Hasonló hangsúlyt kapott munkájában az ezt a tudományos szolgáltató feladatot (ezen belül is a veszélyes időjárási jelenségek ultrarövid távú előrejelzését) megalapozó fejlesztések és kutatások. Szélesebb alapon folytathatta a kitűzött feladatok megoldását 1985-től 1989-ig mint a KEI igazgatóhelyettese, ezt követően 1992 végéig mint annak igazgatója.
A rendszerváltást követően, a kilencvenes évek elején az OMSZ-t is elérték a társadalmi és politikai átalakulás gazdasági hatásai. A szervezet igen nagyarányú egyszerűsítésre kényszerült, ennek során szűnt meg a Központi Előrejelző Intézet.
1993-tól 1998-ig a szolgáltató feladatokat folytató, újonnan alakult Kereskedelmi Szolgáltató Irodát (OMSZ-KERSzI) vezette. Működésének hat éve alatt a KERSzI reálértékben négyszeresére növelte a pénzügyi szerződések keretében végzett időjárási és éghajlati szolgáltatásokból származó bevételeket. Ezzel jelentősen hozzájárult ahhoz, hogy az OMSZ – szakmai munkájának leértékelődése nélkül – túlélte a központi költségvetésből kapott támogatás reálértékének fokozatos csökkenését.
1973 és 1999 között az ENSZ szakosított szervezeteként működő Meteorológiai Világszervezet (WMO) két állandó bizottságának munkájában (Repülésmeteorológiai Bizottság és az Alaprendszerek Bizottsága) Magyarország hivatalosan bejelentett képviselőjeként vett részt.
1997-ben javaslatára létrejött az OMSZ épületében az a tévéstúdió, amely azóta több TV társaságot is kiszolgál, ahol Vissy Károly, mint az MTV főmeteorológusa, valamint  meteorológus kollégái adtak, illetve adnak naponta többször is szakértő jelentést.
1999-2005 között az OMSZ elnökének szakmai főtanácsadója. Majd másfél év szünet után, 2007-től az OMSZ kommunikációs részlegénél tevékenykedik szakmai tanácsadóként.
Pályafutása során végig arra törekedett, hogy a meteorológiát – és ezen keresztül a természettudományokat – közelebb hozza az emberekhez, szakmája eredményeit és szolgáltatásait minél közérthetőbben tegye elérhetővé az emberek számára. Ez a törekvés vezette el a média-meteorológiához, amelynek magyarországi meghonosításában jelentős részt vállalt.
A Magyar Rádióban 1968-2000 között, a Magyar Televízióban 1967-től haláláig részt vett – külső munkatársként – az időjárás-jelentések és környezeti tájékoztatók megszervezésében, mindenkori szerkesztésében és rendszeres előadásában.
Hazai és nemzetközi szaklapokban összesen 37 tudományos publikációja jelent meg.

## Díjak, érdekességek
Kitüntetések:
- 1970. „ÁRVÍZVÉDELEMÉRT ÉREM”, adományozó: a kormány;
- 1973. „KIVÁLÓ DOLGOZÓ” kitüntetés, adományozó: az OMSZ elnöke;
- 1974. „AKADÉMIAI DÍJ”, adományozó: az MTA elnöke;
- 1981. „ÁRVÍZVÉDELEMÉRT ÉREM”, adományozó: a kormány;
- 1984. Televíziós „NÍVÓDÍJ”, adományozó: a Magyar Televízió elnöke;
- 1986. „BUDAPESTÉRT” emlékérem, adományozó: a főpolgármester;
- 1996. „PRO METEOROLOGIA” emlékplakett, adományozó: a környezetvédelmi miniszter;
- 1997. „A KÖRNYEZETVÉDELEMÉRT” miniszteri elismerés;
- 2002. „SCHENZL GUIDÓ DÍJ”, adományozó: környezetvédelmi miniszter.

Munkájának nemzetközi elismerései:
- 1999. április 18-án Québecben (Kanada), a televíziós időjárás-jelentések IX. nemzetközi fesztiválján, 68 ország 117 televíziós csatornájának versenyében – az MTV színeiben, az OMSZ televíziós stúdiójának időjárás-jelentésével – elnyerte a szakmai fődíjat.
- 2009. szeptember 30-án, az Alkalmazott Meteorológia Európai Konferenciáján, Toulouse-ban (Franciaország) adták át az Európai Meteorológiai Társaság (European Meteorological Society) nemzetközi zsűrije által Vissy Károlynak megítélt „Az Év Média-meteorológusa” díjat. Ezzel az életműdíjjal az Országos Meteorológiai Szolgálat szakmai tanácsadójának, a Magyar Televízió főmeteorológusának sokéves, a meteorológia megismerésére és népszerűsítésére törekvő munkáját értékelték.[4]

A meteorológia megismertetésének egyik jelentős állomása volt - a Magyar Tudományos Akadémia felkérése nyomán – az előadás a Mindentudás Egyetemén 2003. májusában legkedveltebb szakmai tárgyában, az időjárás-előrejelzés témakörében.
Vissy Károly az időjárás-előrejelzést mai tudásunkkal általában másfél-két napra előre közel biztosnak, az azt követő hat napra tartotta megbízhatónak. A további három napra tendencia jelleget jósolt. Ennek ellenére bizonyos esetekben bárhol előfordulhatnak rendkívüli időjárási jelenségek (zivatarok, jégesők), amik nem jelezhetők előre. 100%-os prognózisok sohasem lesznek.
Megbízható, hiteles és részletes - ez a három legfontosabb kritérium egy jó időjárás-jelentésnél. Egy médiakiadó 2009. év végi felméréséből az is kiderült, hogy ezeknek az elvárásoknak Magyarországon leginkább Vissy Károly jelentései feleltek meg - az ő "jóslataiban" bíztunk a legjobban.
Az Országos Meteorológiai Szolgálat Kitaibel Pál utcai központjában sokan (előre bejelentett látogatók, csoportok vagy a Múzeumok Éjszakája érdeklődői) találkozhattak „Gyuri Bácsival”. Vissy Károly Györgyöt ugyanis családjában és barátai közt így szólították.
Vissy Károly 75. életévében is rendszeresen tartott előadást az időjárás-előrejelzés kérdéseiről, a meteorológusi munkáról, a klímaváltozásról. Fáradhatatlan munkabírásának egyik titka volt, hogy sportolással őrizte meg vitalitását.
Lelkes híve volt az „ízek világának”, a konyhaművészetnek: családjának, barátainak gyakran készített ételeket.

## Publikációk
- A felhőmagasság-mérés problémái a Ferihegyi Repülőtéren, In. Légkör, 1962. 2.
- A középtávú előrejelzések beválása Magyarországon (társszerző), In: Időjárás, 1962. 3.
- Új felhőmagasság-mérő a Ferihegyi-repülőtéren, In. Légkör, 1962. 3.
- Leggyakoribb hibák a felhőfajták észlelésében, In: Légkör, 1965. 2.
- Az URH-lánc jelentősége a Balatoni Viharjelző Szolgálatban, In: Légkör, 1968. 3.
- Otcsjot o progyelannoj naucsnoj rabotye vo vremja 13-va putyi NISz "Professzor Vize", Beszámolókötet a Vize Professzor Tudományos Kutatóhajó 13. Kutatóútjáról, Leningrád, 1972.
- Ötvennégyezer kilométer egy tudományos kutatóhajón, In: Légkör, 1972. 2. (I. rész), 1972. 3. (II. rész ), 1972. 4. (III. rész), 1973. 1. (IV. rész).
- A légköri aerosol mikrostruktúrája emberi tevékenységtől nem befolyásolt levegőben (társszerző), az MTA által kiírt pályamunka.
- Négy hónap egy tudományos kutatóhajón. In: Pataki Béla Pál (szerk.): Tudományos tudósítóink jelentik (Minerva, 1974)
- Concentration, Side Distribution and Chemical Nature of Atmospheric Aerosol Articles in Remote Oceanic Areas (társszerző), Scientific Aerosol, London, 1974.
- Estmation of the Size and Nature of Cloud Nuclei from Aerosol Measurements (társszerző), Gidrometizdat, Moszkva, 1975.
- Meteorológiai kutatóúton két óceánon és a Déli-sarkvidéken, In: Titkos E., Hirling Gy. et al. (szerk.): Magyarok az Antarktiszon, Kossuth Kiadó, Budapest, 1976.
- Az ultrarövidtávú előrejelzések szakmai alapjai és rendszere a Központi Előrejelző Intézetben, OMSZ Hivatalos Kiadványai, LXVI.: 94-101.
- Objektív módszer erős széllel járó anticiklon helyzetek felismertetésére (társszerző), OMSZ Kisebb Kiadványai, 1979. 47.
- Országos Légköri Veszélyjelző és Riasztó Rendszer, OMSZ Hivatalos Kiadványai, LI.
- Várható, nem várható (társszerző), In: Magyarország, XVIII. 15.
- Previsible et emprevisible (társszerző), In: Hungarian Digest, 1981. 5.
- Az időjárás-előrejelzések a népgazdaság szolgálatában, In: Természet Világa, 116. évf., 1985. 6: 254-258.
- Meteorology in the service of civil aviation in Hungary, In: WMO CaeM ATEAM Konferencia Kiadványa, Anaheim-California, 1988.
- Untersuchung des Einfusses der Alpen auf die heftigen Sturme herdorrufenden Gewitter in Ungarn, unter Einbeziehung von Radar und Satelliten Daten, In: 20. Int. Conference on Alpine Kiadványa, Toulouse, 1988.
- Az időjárás-előrejelzés és a tájékoztatás, In: OMSZ Meteorológiai Világnapi Kiadványa, 1988.
- Közlekedés-meteorológia (társszerző), In: Sínek Világa, XXXIX. évf. 1996. 1.
- Éghajlati anomáliák hatása az iparra, a mezőgazdaságra és a szolgáltatásokra (társszerző), In: Természet Világa, 1996. 1. különszám.
- A földfelszíni közlekedés meteorológiája, In: Természet Világa, 1998. 1. különszám.
- Az óceán egy szinoptikus szemével, In: Egyetemi Meteorológiai Füzetek, 1998. 11: 16-26.
- Időjárás-előrejelzések a médiában: megújult igények, megújult kínálat, In: Egyetemi Meteorológiai Füzetek, 2000. 15: 53-59.
- Az időjárás-előrejelzések 150 éve a gazdasági hasznosítás szempontjából: A meteorológiai szolgáltatás mint üzleti (gazdasági) tényező, In: Egyetemi Meteorológiai Füzetek, 2002. 17: 70-79.
- Szemelvények a meteorológiából I-VII: Vissy Károly meteorológiai iskolája, OMSZ internetes honlapja
- Vissy Károly Meteorológiai Iskolája. 2005. Multimédiás CD-ROM és Magyarország éghajlati atlasza.

Közérthető ismeretterjesztő csomag, amely azok számára készült, akik szeretnének közelebbről megismerkedni az időjárást alakító légköri folyamatokkal, összefüggésekkel. A CD segítségével tizenegy fejezeten keresztül kalandozhatunk a meteorológia különböző területein. A barangolást a tudomány világában az interaktív CD segítségével kislexikon, látványos animációk, műhold- és radarképek, ábrák, grafikonok, érdekes felvételek és filmek segítik.

## Külső hivatkozások
- Az Országos Meteorológiai Szolgálat honlapja
- Vissy Károly meteorológiai iskolája
- Mindentudás Egyeteme. Az előadó: Vissy Károly